# Antun Marija Claret
Sveti Antun Marija Claret (špa.: Antonio María Claret y Clarà; Sallent, 23. prosinca 1807. – Fontfroide, 24. listopada 1870.), španjolski svetac, katolički svećenik i osnivač Misionarskog reda sinova Bezgrješnog Srca Blažene Djevice Marije (zvani klaretini), nadbiskup Santiaga de Cuba.

## Životopis
Ovaj svetac 19. stoljeća bio je misionar, utemeljitelj vjerskih pokreta, organizator apostolata laika, društveni reformator, kraljičin kapelan, prorok i čudotvorac, pisac i izdavač, nadbiskup i promicatelj pobožnosti Bezgrješnom Srcu Marijinom.
On je potjecao iz velike obitelji (bio je peti od desetero djece). U početku je radio kao tkalac, kasnije je otišao u Barcelonu. Ovdje je ušao u sjemenište 1829. te 1835. godine bio zaređen za svećenika. Djelovao je kao svećenik u svojoj rodnoj Kataloniji. Godina, 1839. ušao je u novicijat isusovaca u Rimu, ali s obzirom na zdravstveno stanje nije mogao nastaviti. Vratio se u Španjolsku, gdje je radio kao poznati propovjednik i misionar.
Godine 1849. osnovao je Misionarski red sinova Bezgrješnog Srca Blažene Djevice Marije, a godinu dana kasnije imenovan je nadbiskupom Santiaga de Cuba, drugoga grada po veličini na Kubi. gdje 14 godina nije bilo biskupa. On je počeo organizirati duhovne vježbe za svećenike i narodne misije. Izgrađivao je vjernike u duhovnom, moralnom i društvenom pogledu. Nekoliko puta mu je prijetio atentat. Tamo je obnovom sjemeništa, otvaranjem bolnica i škola, duhovnim vježbama, pastoralnim pohodima i misijama oživio zapušteni i zanemareni vjerski život. Za vrijeme potresa i vremenskih nepogoda, koje su uništile mnoge žetve, obilazio je bolnice, zatvore i darivao sirotinju, protivio se rasizmu, pisao o seoskoj duhovnosti i poljoprivrednim metodama, u svim župama osnivao štedionice.
Godine 1857. vratio se u domovinu, postao je duhovni mentor i ispovjednik kraljice Izabele II. Zbog političkih previranja u Španjolskoj 1868. godine otišao je u izgnanstvo, jer mu je život bio u opasnosti. Sudjelovao je u Prvom vatikanskom saboru. Zbog teške bolesti, preminuo je u cistercitskom samostanu u Fontfroideu u južnoj Francuskoj.
Na glasu kao prorok i čudotvorac, glasoviti propovjednik i veliki promicatelj dobre knjige, objavio je i ostavio za sobom na tisuće propovijedi i mnoga vrijedna asketska djela. Naročito je zaslužan za širenje pobožnosti prema Presvetom Sakramentu i prema Bezgrješnom Srcu Marijinom. Papa Pio XI. proglasio ga je blaženim 25. veljače 1934., a papa Pio XII. proglasio ga je svetim 7. svibnja 1950.